# Joaquim Cortès Fuster
Joaquim Cortès Fuster   (Inca, 21 de novembre de 1918 - Inca, 13 d'abril de 2008) fou un empresari i pintor inquer conegut per haver fundat la merceria La Florida a Inca.
Juntament amb la seva dona Joana Maria Forteza varen fundar la merceria La Florida ubicada davant l'ajuntament d'Inca. El negoci fou heretat del seu pare Jaume Cortès i quan es va repartir entre els dos germans, Can Pere es centrà en els teixits i La Florida en els productes de merceria.
Fou membre fundador i president del Centre Expositor d'Inca (1971) i tot i que transcendí com a pintor de manera molt tardana, exposà per primera vegada l'any 1978 i més endavant en altres pobles de Mallorca.
Començà amb un estil realista dibuixant paisatges urbans d'Inca per acabar evolucionant cap a pintura abstracta amb formes geomètriques i de colors molt vius.